# Sweet Rosie O'Grady
Sweet Rosie O'Grady és una pel·lícula musical estatunidenca d'Irving Cummings, estrenada el 1943.

## Argument
L'estrella de "music hall" Madeleine Marlowe marxa de Londres compromesa amb el duc de Trippingham per trobar-se quan torna a casa que Samuel A. McGee, periodista de "Police Gazette", ha revelat el seu passat com la reina de "burlesque" Rosie O'Grady. Per revenjar-se, anuncia que Sam en realitat és el seu pretendent real. A canvi, ell publica una cançó sobre Rosie i comença, així, una mena de baralla irlandesa entre tots dos a través del diari d'ell i l'actuació al "show" d'ella.

## Repartiment
- Betty Grable: Madeleine Marlowe / Rosie O'Grady
- Robert Young: Sam MacKeever
- Adolphe Menjou: Thomas Moran
- Reginald Gardiner: Charles, Duc de Trippingham
- Virginia Grey: Edna Van Dyke
- Phil Regan: M. Clark
- Sig Ruman: Joe Flugelman
- Alan Dinehart: Arthur Skinner
- Hobart Cavanaugh: Clark
- Frank Orth: Taxista
- Jonathan Hale: M. Fox